# Wydział Zamiejscowy Nauk Społecznych w Tarnowskich Górach Wyższej Szkoły Zarządzania i Administracji w Opolu
Wydział Zamiejscowy Nauk Społecznych w Tarnowskich Górach Wyższej Szkoły Zarządzania i Administracji w Opolu (skrót: WZNS WSZiA) – wydział Wyższej Szkoły Zarządzania i Administracji w Opolu, istniejący w Tarnowskich Górach w latach 2003–2020 (w latach 2003–2005 jako Zamiejscowy Ośrodek Dydaktyczny w Tarnowskich Górach, a w 2005–2012 jako Wydział Zamiejscowy w Tarnowskich Górach). Kształcił studentów na dwóch kierunkach: ekonomia oraz pedagogika w trybie stacjonarnym i niestacjonarnym.

## Historia
W 2003 z inicjatywy Rektora Wyższej Szkoły Zarządzania i Administracji w Opolu prof. dr hab. Mariana Duczmala oraz dr Józefa Gajowskiego i mgr inż. Jana Gołąbskiego, przy wsparciu Starosty Powiatu Tarnogórskiego mgr inż. Józefa Korpaka została utworzona w Tarnowskich Górach filia WSZiA. Była pierwszą i jak dotąd jedyną uczelnią w Tarnowskich Górach, stwarzając możliwość kształcenia studentów w WSZiA we wschodniej części Górnego Śląska, bez konieczność dojazdu do Opola. Tarnogórską filię, formalnie nazwaną Zamiejscowym Ośrodkiem Dydaktycznym w Tarnowskich Górach (skrót: ZOD TG), tworzono w oparciu o Wydział Ekonomiczny WSZiA, który od 2003 organizował tu kształcenie studentów opolskiej uczelni. Z początkiem roku akademickiego 2005/2006 ZOD przekształcono w Wydział Zamiejscowy w Tarnowskich Górach (skrót: WZTG). W 2005 przeorganizowano też biuro ZOD w Dziekanat Wydziału Ekonomicznego w Tarnowskich Górach, który obsługiwał studentów WZTG. 
Pierwszym kierunkiem studiów uruchomionych w Tarnowskich Górach była ekonomia. W 2010 kształcono na nim w 6 specjalnościach (gospodarka i administracja publiczna, gospodarka miejska i regionalna, międzynarodowe stosunki ekonomiczne, organizacja turystyki, polityka gospodarcza i strategie przedsiębiorstw, transport krajowy i międzynarodowy). Kadra naukowo-dydaktyczna Wydziału (pracująca na miejscu, bądź dojeżdżająca na zajęcia z Opola) liczyła wtedy 29 osób, w tym 7 profesorów, 13 doktorów i 12 magistrów).
Z dniem 1 października 2012 zmieniono nazwę jednostki na Wydział Zamiejscowy Nauk Społecznych w Tarnowskich Górach (nieoficjalnie: Wydział Nauk Społecznych w Tarnowskich Górach), który prowadził wtedy studia stacjonarne I stopnia na 2 kierunkach: ekonomia (z 3 specjalnościami) i zarządzanie (z 13 specjalnościami). Dziekanem Wydziału został dr Witold Potwora.
Wydział zgłoszono do likwidacji 1 września 2020 i ostatecznie zlikwidowano 30 września 2020.

## Władze

### Wydział Zamiejscowy w Tarnowskich Górach[6]
Dziekan
- dr Józef Gajowski[8][4]

- dr Tadeusz Pokusa[9]

Prodziekan
- dr Marek Janicki[10]

### Wydział Zamiejscowy Nauk Społecznych w Tarnowskich Górach[11]
Dziekan
- dr Witold Potwora[12][13]

## Kierunki kształcenia
Wydział Zamiejscowy Nauk Społecznych w Tarnowskich Górach prowadził w 2016 studia pierwszego stopnia (licencjackie, 3-letnie) na 2 kierunkach i w 21 specjalnościach w trybie zaocznym (zjazdy w soboty i niedziele):

### Ekonomia
specjalności:
- analiza rynku i strategie przedsiębiorstw
- eurologistyka i transport
- gospodarka i administracja publiczna
- rachunkowość i finanse

### Pedagogika
specjalności:
- asystent rodziny
- doradztwo zawodowe i społeczne
- gerontopedagogika
- guwernantka/Guwerner
- pedagogika medialna
- pedagogika opiekuńcza i terapia pedagogiczną
- pedagogika pracy i ekonomia społeczna (nowość!)
- pedagogika pracy i zarządzanie bezpieczeństwem
- pedagogika pracy i zarządzanie zasobami ludzkimi (nowość!)
- pedagogika wczesnoszkolna i przedszkolna
- pedagogika wczesnoszkolna i przedszkolna z neurodydaktyką (nowość!)
- pedagogika zdrowia i pedagogika opiekuńcza
- pracownik służb medycznych
- psychopedagogika twórczości
- resocjalizacja i profilaktyka społeczna
- streetworking – pedagogika ulicy
- zarządzanie w oświacie i doradztwo

## Struktura
Na Wydziale (przed i po 2012) funkcjonowały 2 katedry z 8 pracownikami naukowo-dydaktycznymi (w tym 2 profesorów zwyczajnych i 6 adiunktów ze stopniem doktora) w okresie dynamicznego rozwoju.

### Katedra Metod Ilościowych[15]
pracownicy:
Kierownik: prof. dr hab. Włodzimierz Szkutnik
- dr Józef Gajowski
- dr Marek Janicki

### Katedra Teorii Ekonomii[17]
pracownicy:
Kierownik: prof. dr hab. Robert Rauziński
- dr Bożena Gajdzik
- dr Aneta Wszelaki

## Baza lokalowa
Wydział Zamiejscowy (Nauk Społecznych) mieścił się w obiektach:
- Budynek Główny (budynek 1) – Dziekanat i dydaktyczny, ul. Henryka Sienkiewicza 6 (Centrum Kształcenia Ustawicznego w Tarnowskich Górach, Wieloprofilowy Zespół Szkół w Tarnowskich Górach, tzw. „Sorbona”) (w latach 2003–2020)„
- Budynek w Strzybnicy – dydaktyczny, ul. Kościelna 34 (Zespół Szkół Zawodowych Zakładów Mechanicznych „Zamet” S.A.) (WZTG, w 2005)
- Budynek 2 – dydaktyczny, ul. Henryka Sienkiewicza 23 (Zespół Szkół Technicznych i Ogólnokształcących w Tarnowskich Górach, tzw. „Mechanik”) (WZTG i WZNS, w 2010, 2013)